# アーサー・エリクソン
アーサー・エリクソン（1924年6月14日 - 2009年5月20日）は、カナダを代表する建築家であり都市計画家である。大学時代はブリティッシュコロンビア大学でアジア語学を専攻した後、その後マギル大学で建築学部を卒業する。

## 業績
- 1965年　サイモンフレイザー大学　バーナビー
- 1970年　カナダパビリオン、大阪エキスポ’７０
- 1971年　レスブリッジ大学　ユニバーシティホール　レスブリッジ
- 1975年　グラハム住宅
- 1976年　UBC人類学博物館　バンクーバー
- 1978年　西エグリントン駅　トロント
- 1978年　ヨークデール駅　トロント
- 1979年　カナダ銀行　オタワ
- 1982年　ロイ・トムソン・ホール　トロント
- 1984年　キングブリッジセンター　キングシティ
- 1989年　マーカム・シビックセンター　マーカム
- 1989年　コンベンションセンター　サンティエゴ、カリフォルニア
- 2009年　ガラス博物館　ワシントン
- 2009年　RCMP歴史遺産センター　リジャイナ
- 2014年　バンクーバーターン　バンクーバー

## 文献
- The Architecture of Arthur Erickson
- Arthur Erickson: An Architect's Life by David Stouck
- Arthur Erickson by Ronald Cohn Josse Russell